# Dorsa Ewing
I Dorsa Ewing sono un sistema di creste lunari intitolato al geofisico e oceanografo statunitense William Maurice Ewing. Si trova nell'Oceanus Procellarum e ha una lunghezza di circa 141 km.